# 基督教科学派第一教会 (波士顿)
42°20′40″N 71°05′06″W / 42.34443°N 71.084872°W

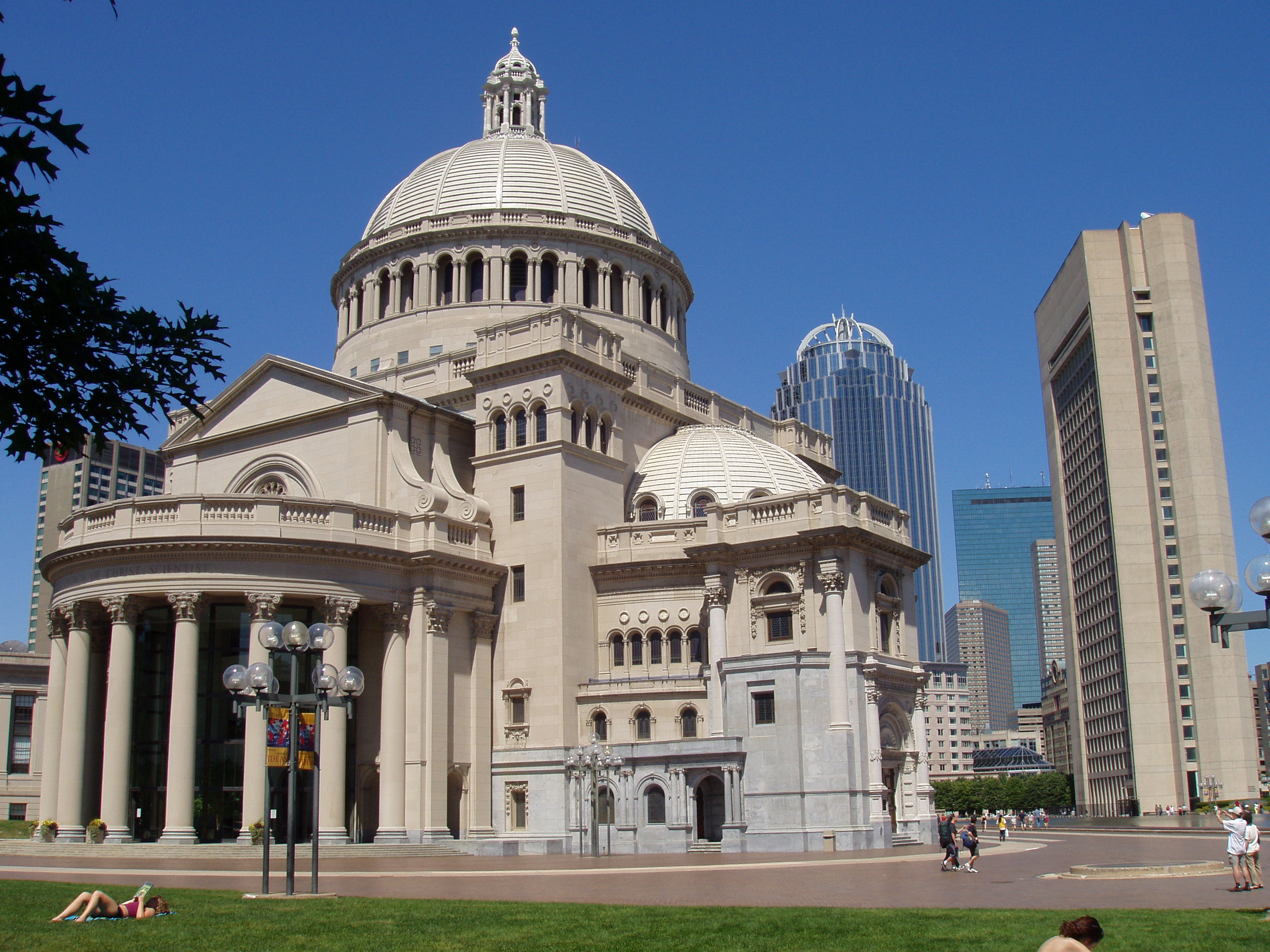

基督教科学派第一教会（The First Church of Christ, Scientist）是基督教科学派的总部所在地，位于美国波士顿后湾的基督教科学广场（Christian Science Plaza）。其建造历时多年，始于1894年，共包括7座建筑物：原来的母堂，扩建部分，基督教科学出版社，玛丽·贝克·埃迪图书馆，亨廷顿大道177号（前行政大楼），贝尔维迪尔101号（前教堂柱廊大厦），反射厅，以前的主日学大楼。

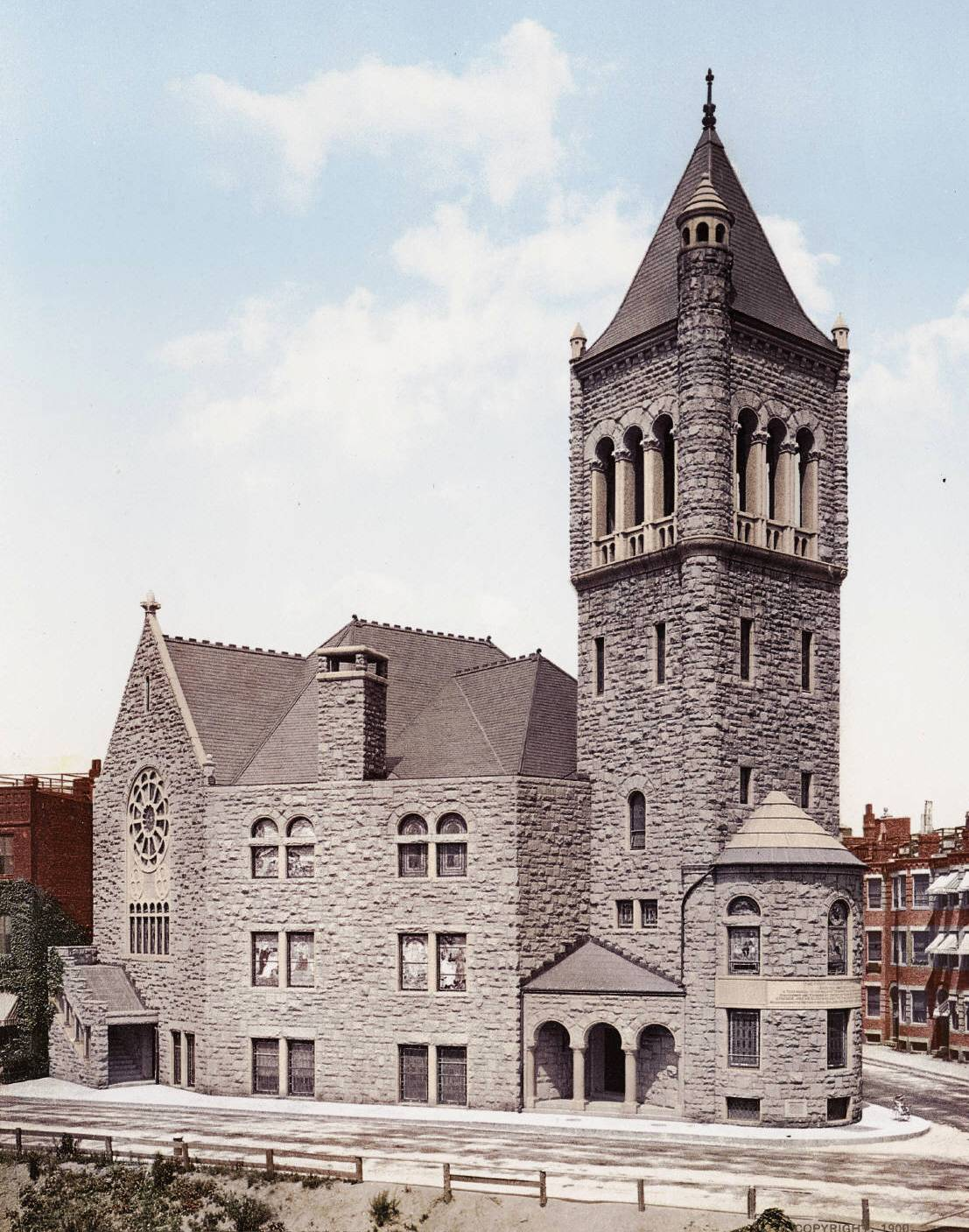

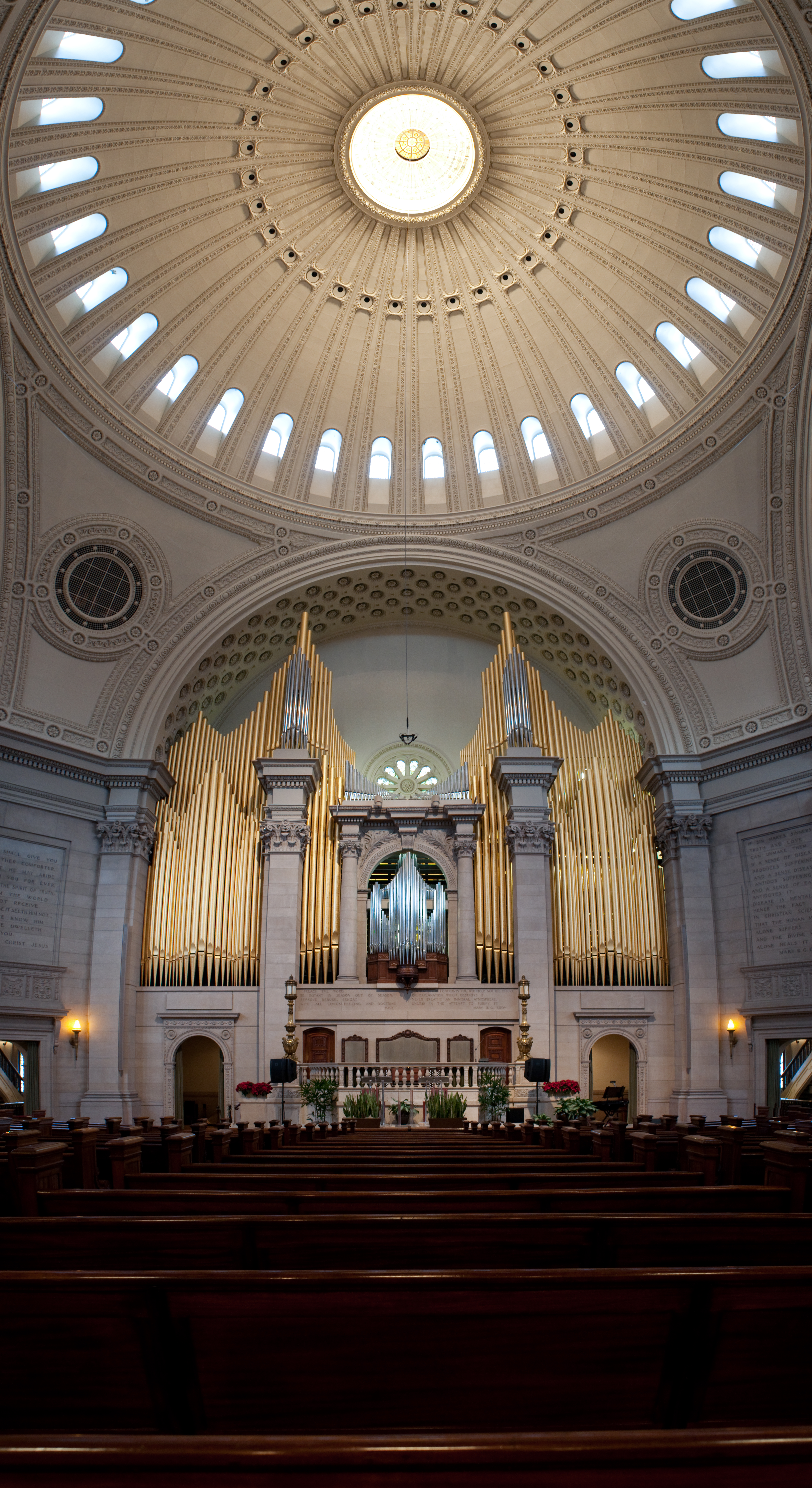